# ファビアーノ・サイクロン
ファビアーノ・サイクロン（Fabiano Cyclone、1978年11月21日 - ）は、ブラジルの男性キックボクサー。日系ブラジル人3世。TARGET所属。元WPMF世界スーパーヘビー級王者。元WBCムエタイ世界ヘビー級王者。世界2階級制覇王者。本名は青木ファビアーノだという。
ブラジリアン・トップチーム所属のイズマエル・アオキは実弟。

## 来歴
8歳よりブラジルで松涛館空手を始めた。15歳で来日し、極真会館に入門した。20歳でビクトリージムに入門し、キックボクシングを始めた。
その後、TARGETに入門し、2003年2月23日にR.I.S.E.旗揚げ大会でプロキックボクシングデビュー。リングネームはファビアーノ青木。
2003年8月30日、リングネームをファビアーノと改名し、IKUSAに参戦。佐藤淳に判定勝ち。
2004年2月15日、K-1初参戦となったK-1 BURNING 2004 〜沖縄初上陸〜でグレート草津と対戦し、右後ろ蹴りでKO負け。
2005年6月19日、R.I.S.E. G-BAZOOKA TOURNAMENT '05に出場。1回戦で澤屋敷純一に判定勝ちを収めるも、準決勝でマグナム酒井に判定負け。このトーナメントで膝を負傷し、ブランクを作った。
2006年3月26日、リングネームをファビアーノ・サイクロンと改名し、9か月ぶりに復帰。R.I.S.E. G-BAZOOKA TOURNAMENT '06の1回戦でコウイチ・ペタスと対戦し、左フックでKO負け。
2006年5月28日、R.I.S.E.で内田洋一と対戦し、判定勝ち。試合後のリング上で総合格闘技進出を示唆した。
2006年10月28日、MARS初参戦となったMARS 05で総合格闘技ルールに初挑戦し、桜木裕司と対戦。開始15秒、右ローキックが桜木の股間に当たり、試合が中断。桜木のダメージが大きかったため回復状況次第で数試合後に再試合を行うこととなるが、結局ドクターストップとなり無効試合となった。同年12月22日、MARS 06で改めて桜木と対戦。右跳び膝蹴りを放って着地した際に左膝を負傷し、ドクターストップ負けとなった。
2007年8月3日に開幕したJ-NETWORKヘビー級王座決定トーナメントに出場。1回戦で天昇山に判定勝ち。9月16日、準決勝で松本勇三に判定勝ち、決勝ではコウイチ・ペタスに判定勝ち。J-NETWORKヘビー級王座を獲得した。
2007年12月16日、R.I.S.E.でシング・心・ジャディブと対戦し、右フックでKO勝ち。
2008年4月11日、J-NETWORKヘビー級王座の初防衛戦でジャディブと再戦し、判定負けで王座から陥落した。
2008年7月4日、R.I.S.E.ヘビー級王座決定戦でマグナム酒井と3年ぶりに再戦し、右フックでKO勝ちを収め、R.I.S.E.ヘビー級王座を獲得した。
2008年11月30日、R.I.S.E. 51でジャディブとラバーマッチで対戦し、判定勝ちを収めた。試合後のリング上で客席にいたアレックス・ロバーツにタイトルマッチでの対戦を要求し、ロバーツも快諾した。
2009年1月31日、R.I.S.E. 52でアレックス・ロバーツとヘビー級王座防衛戦で対戦予定であったが、練習中の怪我（左膝前十字靭帯および外側々副靭帯断裂）により、欠場となった。
2010年3月21日、WPMF世界スーパーヘビー級王座決定戦で悠羽輝と対戦し、判定勝ちで王座を獲得した。
2010年12月30日、戦極 Soul of Fightでアンドリュー・ペックと戦極ムエタイルールで対戦し、右肘打ちで左目上をカットさせTKO勝ちを収めた。
2011年4月29日、J-NETWORK「TIME to CHANGE the KICK by J-SPIRIT 2nd」で、プリンス・アリと対戦し、2RKO勝ちを収めた。当初、イランキックボクシングヘビー級王者ヘジャジとの対戦予定だった。

## 戦績

### キックボクシング
| キックボクシング 戦績 | キックボクシング 戦績 | キックボクシング 戦績 | キックボクシング 戦績 | キックボクシング 戦績 | キックボクシング 戦績 | キックボクシング 戦績 |
| --------------------- | --------------------- | --------------------- | --------------------- | --------------------- | --------------------- | --------------------- |
| 33 試合               | (T)KO                 | 判定                  | その他                | 引き分け              | 無効試合              |                       |
| 25 勝                 | 12                    |                       |                       | 0                     | 0                     |                       |
| 8 敗                  |                       | 5                     |                       | 0                     | 0                     |                       |

| 勝敗 | 対戦相手               | 試合結果                                | 大会名                                                                                               | 開催年月日         |
| ○    | クリスチャン・ボッシュ | 2R 2:28 KO（跳び膝蹴り）                | Battle for the Belts 【WBCムエタイ世界ヘビー級タイトルマッチ】                                       | 2012年6月9日       |
| ○    | 天田ヒロミ             | 2R 1:36 KO（膝蹴り）                    | HEAT22 【HEATキックルールヘビー級タイトルマッチ】                                                    | 2012年4月8日       |
| ×    | ヤン・ソウクップ       | 3R終了 判定0-2 （28-29,28-28,28-29）    | RISE85 【RISE HEAVY WEIGHT TOURNAMENT 2011一回戦】                                                   | 2011年11月23日     |
| ○    | ジョウィ・カプタイ     | 1R 1:17 KO（右フック）                  | RISE 80                                                                                              | 2011年7月23日      |
| ○    | プリンス・アリ         | 2R 0:22 KO（左足負傷）                  | J-NETWORK「TIME to CHANGE the KICK by J-SPIRIT 2nd」                                                 | 2011年4月29日      |
| ○    | アンドリュー・ペック   | 2R 2:08 TKO（左目上カット）             | 戦極 Soul of Fight                                                                                   | 2010年12月30日     |
| ○    | 恩田剛徳               | 2R 2:27 TKO（左ストレート）             | M-1 RAJA BOXING SINGHA BEER ムエタイチャレンジ NAI KANOMTOM vol.3                                    | 2010年9月12日      |
| ○    | 悠羽輝                 | 5R終了 判定3-0                          | M-1 FAIRTEX SINGHA BEER ムエタイチャレンジ NAI KANOMTOM vol.1 【WPMF世界スーパーヘビー級王座決定戦】 | 2010年3月21日      |
| ○    | バンク・フェアテックス | 3R終了 判定2-0                          | M-1 FAIRTEX SINGHA BEER ムエタイチャレンジ2009 Yod Nak Suu vol.3                                     | 2009年9月13日      |
| ○    | シング・心・ジャディブ | 3R+延長R終了 判定3-0                    | R.I.S.E. 51                                                                                          | 2008年11月30日     |
| ○    | マグナム酒井           | 2R 2:31 KO（3ノックダウン：右フック）   | R.I.S.E. 48 〜THE KING OF GLADIATORs '08〜 【R.I.S.E. ヘビー級 CHAMPION MATCH】                      | 2008年7月4日       |
| ○    | 森口竜                 | 3R終了 判定3-0                          | R.I.S.E. 46 〜THE KING OF GLADIATORs '08〜 【ヘビー級 CHAMPION MATCH】                               | 2008年5月11日      |
| ×    | シング・心・ジャディブ | 5R終了 判定0-3                          | J-NETWORK「Let's Kick with J the 2nd」 【J-NETWORKヘビー級タイトルマッチ】                           | 2008年4月11日      |
| ○    | シング・心・ジャディブ | 1R 2:45 KO（右フック）                  | R.I.S.E. DEAD OR ALIVE TOURNAMENT '07                                                                | 2007年12月16日     |
| ○    | コウイチ・ペタス       | 3R+延長R終了 判定3-0                    | J-NETWORK「Championship Tour of J 2nd」 【J-NETWORKヘビー級王座決定トーナメント 決勝】               | 2007年9月16日      |
| ○    | 松本勇三               | 3R終了 判定3-0                          | J-NETWORK「Championship Tour of J 2nd」 【J-NETWORKヘビー級王座決定トーナメント 準決勝】             | 2007年9月16日      |
| ○    | 天昇山                 | 3R終了 判定3-0                          | J-NETWORK「Championship Tour of J 1st」 【J-NETWORKヘビー級王座決定トーナメント 1回戦】              | 2007年8月3日       |
| ○    | 内田洋一               | 3R終了 判定3-0                          | R.I.S.E. XXVI                                                                                        | 2006年5月28日      |
| ×    | コウイチ・ペタス       | 1R 2:04 KO（左フック）                  | R.I.S.E. G-BAZOOKA TOURNAMENT '06 【1回戦】                                                          | 2006年3月26日      |
| ×    | マグナム酒井           | 3R終了 判定1-2                          | R.I.S.E. G-BAZOOKA TOURNAMENT '05 【準決勝】                                                         | 2005年6月19日      |
| ○    | 澤屋敷純一             | 3R+延長R終了 判定3-0                    | R.I.S.E. G-BAZOOKA TOURNAMENT '05 【1回戦】                                                          | 2005年6月19日      |
| ○    | 山中政信               | 3R終了 判定3-0                          | R.I.S.E. XIV                                                                                         | 2005年4月24日      |
| ×    | 神谷友和               | 3R終了 判定0-2                          | R.I.S.E. XIII                                                                                        | 2005年2月20日      |
| ○    | 世良田孝徳             | 2R 2:05 TKO（タオル投入：右腕脱臼）     | R.I.S.E. DEAD or ALIVE Tournament '04                                                                | 2004年12月19日     |
| ×    | 青柳雅英               | 3R 1:35 KO（3ノックダウン：ローキック） | R.I.S.E. The Law of The Ring（リングの掟）〜日本 vs 世界〜                                           | 2004年7月4日       |
| ○    | 古田太一               | 2R 2:51 KO（右アッパー）                | R.I.S.E. VII                                                                                         | 2004年4月29日      |
| ○    | 田島洋                 | 3R終了 判定3-0                          | K-1 WORLD GP 2004 in SAITAMA【フレッシュマンファイト】                                               | 2004年3月27日      |
| ×    | グレート草津           | 1R 2:53 KO（右後ろ蹴り）                | K-1 BURNING 2004 〜沖縄初上陸〜                                                                      | 2004年2月15日      |
| ○    | 伊藤学                 | 3R終了 判定2-1                          | IKUSA「Young Gunners 2」                                                                             | 2003年11月16日     |
| ○    | 佐藤淳                 | 3R終了 判定3-0                          | IKUSA「FUTURE FIGHTER IKUSA 4 〜宴〜 FIREWORKS」                                                     | 2003年8月30日      |
| ×    | 李祐鎮                 | 2分3R終了 ポイント5-8                   | TAEKWONDO GAME 2003 〜GRAND PRIX〜                                                                   | 2003年8月23日-24日 |
| ○    | スチュワート・フルトン | 1R 1:57 KO（3ノックダウン：パンチ連打） | R.I.S.E.                                                                                             | 2003年4月27日      |
| ○    | 石倉健                 | 1R 1:25 KO（膝蹴り）                    | R.I.S.E.                                                                                             | 2003年2月23日      |

### 総合格闘技
| 総合格闘技 戦績 | 総合格闘技 戦績 | 総合格闘技 戦績 | 総合格闘技 戦績 | 総合格闘技 戦績 | 総合格闘技 戦績 | 総合格闘技 戦績 |
| --------------- | --------------- | --------------- | --------------- | --------------- | --------------- | --------------- |
| 2 試合          | (T)KO           | 一本            | 判定            | その他          | 引き分け        | 無効試合        |
| 0 勝            | 0               | 0               | 0               | 0               | 0               | 1               |
| 1 敗            | 1               | 0               | 0               | 0               | 0               | 1               |

| 勝敗 | 対戦相手 | 試合結果                                  | 大会名                | 開催年月日     |
| ×    | 桜木裕司 | 2R 1:55 TKO（ドクターストップ：左膝負傷） | MARS 06 "RAPID FIRE"  | 2006年12月22日 |
| －   | 桜木裕司 | 1R 0:15 無効試合（ローブロー）            | MARS 05 "MARCHING ON" | 2006年10月28日 |

## 獲得タイトル
- 第4代J-NETWORKヘビー級王座
- 初代R.I.S.E.ヘビー級王座
- WPMF世界スーパーヘビー級王座
- 第2代HEATキックルール ヘビー級王座
- WBCムエタイ世界ヘビー級王座